# Rodéziai Front
A Rodéziai Front egy jobboldali konzervatív politikai párt volt a gyarmati Dél-Rodéziában, a későbbi Rodéziában. Először Winston Field, 1964-től Ian Smith vezetésével a párt a Domínium Párt utódja volt, amely fő ellenzéki pártként volt jelen a parlamentben, amikor az ország a Rodézia és Nyasszaföld Föderációja néven még nem "önállósodott". A pártot 1962-ben alapították az ország azon fehér lakosai, akik nem kívánták a többségi uralom bevezetését, és a dekolonizációt.

## Választási eredményei
| Év   | Vezető        | Szavazatok                                 | %     | Mandátumok | Státusz     |
| ---- | ------------- | ------------------------------------------ | ----- | ---------- | ----------- |
| 1962 | Winston Field | 38,282                                     | 54.9% | 35 / 65    | kormánypárt |
| 1965 | Ian Smith     | 28,175                                     | 78.4% | 50 / 65    | kormánypárt |
| 1970 | Ian Smith     | 39,066                                     | 76.8% | 50 / 66    | kormánypárt |
| 1974 | Ian Smith     | 55,597                                     | 77.0% | 50 / 66    | kormánypárt |
| 1977 | Ian Smith     | 57,348                                     | 85.4% | 50 / 66    | kormánypárt |
| 1979 | Ian Smith     | 11,613 (fehéreknek fenntartott mandátumok) | 82.0% | 28 / 100   | ellenzék    |
| 1980 | Ian Smith     | 13,621 (fehéreknek fenntartott mandátumok) | 83.0% | 20 / 100   | ellenzék    |

## Fordítás
Ez a szócikk részben vagy egészben  a   Rhodesian Front című angol Wikipédia-szócikk ezen változatának fordításán alapul.  Az eredeti cikk szerkesztőit annak laptörténete sorolja fel. Ez a jelzés csupán a megfogalmazás eredetét és a szerzői jogokat jelzi, nem szolgál a cikkben szereplő információk forrásmegjelöléseként.